# Nicholas Henderson
John Nicholas Henderson (1º aprile 1919 – 16 marzo 2009) è stato un diplomatico e scrittore inglese.

## Biografia
Era il figlio di Sir Hubert Henderson, un economista politico di primo piano, e di sua moglie, Faith Marion Jane Bagenal.

## Carriera
Frequentò la Stowe School e Hertford College, quando si unì al servizio diplomatico nel 1946 diventando segretario particolare per il ministro degli esteri nel 1963. In seguito ha lavorato come ambasciatore britannico in Polonia, nella Germania Ovest e infine in Francia.
Nel 1982 divenne ambasciatore negli Stati Uniti d'America. Henderson era molto popolare a Washington, e lui e sua moglie Mary erano molto amici con il presidente Ronald Reagan in un momento cruciale nella presidenza di quest'ultimo. In particolare, egli è riuscito a mantenere le relazioni amichevoli tra le nazioni durante la guerra delle Falkland nel 1982.
In pensione, Henderson ha scritto diversi libri sulla storia e un resoconto della sua carriera come diplomatico. Ha ricoperto diversi incarichi come amministratore di diverse grandi aziende britanniche, tra cui Channel Tunnel Group, Sotheby's e Hambros. Inoltre ha avuto stretti legami con il principe di Galles, che servì come Lord Warden of the Stannaries e presidente del Consiglio del Principe (l'organismo che sovrintende il Ducato di Cornovaglia) dopo il ritiro dal servizio diplomatico. 

## Matrimonio
Nel 1951, Henderson sposò Mary Cawadias (?-2004), figlia di Alexander Cawadias, una ex corrispondente di guerra di origine greca del Time-Life. Ebbero una figlia:
- Alexandra Nicolette (31 agosto 1953), sposò Derry Moore, XII conte di Drogheda, ebbero tre figli.